# Glochidion frodinii
Glochidion frodinii är en emblikaväxtart som beskrevs av Airy Shaw. Glochidion frodinii ingår i släktet Glochidion och familjen emblikaväxter. Inga underarter finns listade i Catalogue of Life.